# Kemaluddin Hossain
Pour les articles homonymes, voir Hossain.
Kemaluddin Hossain (31 mars 1923 - 21 août 2013) est un juriste bangladais qui a été le troisième président de la Cour suprême du Bangladesh, juge en chef, du 1er février 1978 au 11 avril 1982. Il a été président de la Commission du droit du Bangladesh.

## Jeunesse et carrière
Hossain est né le 31 mars 1923 à Calcutta. Il est diplômé du St. Xavier's College de Calcutta en 1945. Il a obtenu son diplôme de droit à la faculté de droit de l'université de Calcutta. Il a passé l'examen de la Chambre de la Haute Cour de Calcutta (en) et a reçu la médaille commémorative Sir Rashbehary Ghosh. Il a émigré au Pakistan oriental (l'actuel Bangladesh) après l'émeute de 1950,.
Le juriste Kemaluddin a été juge en chef pendant cinq ans à partir de 1977. Il a également été président de la Commission juridique du Bangladesh.
Le 9 juin 1988, le gouvernement dirigé par le chef militaire HM Ershad avait inséré un article dans le huitième amendement à la Constitution, faisant de l'islam la religion d'État. Plusieurs citoyens ont déposé une pétition à la Haute Cour pour contester l'amendement.
Les pétitionnaires étaient la bégum Sufia Kamal, l'ancien juge en chef Kemaluddin Hossain, le major général retraité Chitta Ranjan Datta, le professeur Anisuzzaman et Syed Istiaq Ahmed.

## Vie privée
En 1953, Hossain épouse Sultana Begum dont la famille a émigré du district de Jalpaiguri, au Bengale occidental. Il est l'un des parains du Festival du film de Dacca depuis les débuts.

## Mort
Il est décédé le 21 août 2013 à l'âge de 90 ans. Sa belle-fille Farmin Islam, professeur à l'université de Dacca, a déclaré au Dhaka Tribune que son beau-père était décédé des suites d'un cancer. Kemaluddin a été enterré au cimetière de Banani après deux namaaz-e-janaza (prières funéraires) dans les locaux de la Cour suprême et à la mosquée Gulshan Azad.